# مرغ روغنی

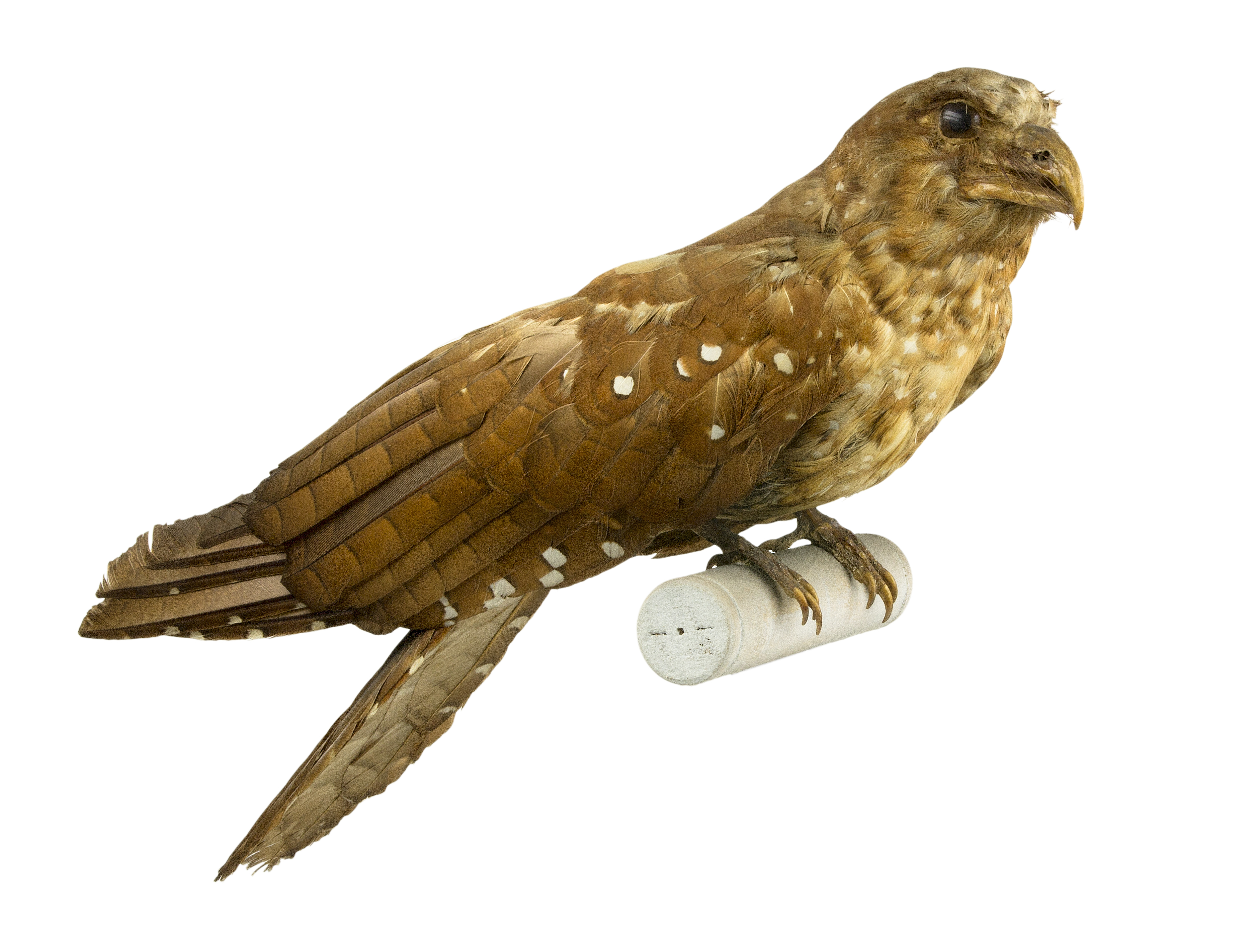
Steatornis caripensis

مرغ روغنی یا روغن‌مرغ (نام علمی: Steatornis caripensis) نام گونه‌ای پرنده است از راسته شبگردسانان.
مرغ روغنی در مناطق شمالی آمریکای جنوبی (ازجمله در جزیره ترینیداد) زندگی می‌کند. این پرنده شب‌زی است و از میوه‌های نخل روغن و برگ بوی گرمسیری تغذیه می‌کند. مرغ روغنی تنها پرنده پروازی شب‌زی میوه‌خوار در جهان است (کاکاپو بی‌پرواز است). مرغ‌های روغنی در شب به شکار می‌پردازند و مسیریابی خود را از طریق پژواک‌یابی انجام می‌دهند، به روشی مشابه با خفاش. البته پژواک‌یابی مرغ‌های روغنی با صدایی تقه‌ای و تیز در حدود ۲ کیلوهرتز که برای انسان هم قابل شنیدن است همراه می‌باشد.
در قدیم جوجه‌های مرغ روغنی را صید کرده و با جوشاندن آن‌ها از بدن آن‌ها روغن می‌گرفتند و نام مرغ روغنی به این خاطر برای این پرنده استفاده شده است.

## طبقه‌بندی
مرغ روغنی در سرده‌ای به نام روغن‌مرغ Steatornis قرار می‌گیرد. مرغ‌های روغنی معمولاً با شبگردها که پرنده‌ای خویشاوند است در راسته شبگردان Caprimulgiformes قرار داده می‌شود، گرچه شبگردها حشره‌خوار و مرغ‌های روغنی میوه‌خوارند. به خاطر این تفاوت، گاه مرغ‌های روغنی را در خانواده‌ای جدا به نام روغن‌مرغان Steatornithidae وابسته به زیرراسته روغن‌مرغ‌سانان Steatornithes در نظر می‌گیرند.